# Liste von Namensänderungen politischer Gemeinden der Schweiz
Die Grundeinheit der staatlichen Organisation der Schweiz sind die politischen Gemeinden.
Die nachfolgende Liste umfasst lediglich Namensänderungen ohne Gebietsveränderung (d. h. ohne neue Namen nach Fusionen) ab 1850. Für Namensänderungen, die sich aus Gebietsfusionen oder Gebietsteilungen ergaben, siehe: Aufgehobene politische Gemeinden der Schweiz, bzw. Neu entstandene politische Gemeinden der Schweiz
Die Zusammenstellung basiert auf dem Amtlichen Gemeindeverzeichnis der Schweiz aus dem Jahre 1986, sowie den vom Bundesamt für Statistik später publizierten Mutationsmeldungen Nr. 1 bis 81 (Angabe der Mutationsnummer).
In den meisten Fällen handelt es sich um Anpassungen, die sich entweder aus Gewichtsverschiebungen nach Fusionen ergaben oder aus Gründen der Präzisierung und Abgrenzung von gleichlautenden Orten in anderen Kantonen vorgenommen wurden. Selbst eine Umbenennung zur Tourismusförderung ist festzustellen: Interlaken tönt gehobener als Aarmühle, und Savognin besser als Schweiningen.
Im Kanton Graubünden ist mit den Bemühungen zur Bewahrung der rätoromanischen Sprache eine sukzessive Umbenennung von deutschen Ortsnamen in die rätoromanische Form oder Ergänzung durch diese in Form eines Doppelnamens festzustellen. Die Reihenfolge konnte durchaus auch zu späterem Zeitpunkt vertauscht werden. Beispiel dafür ist die Umbenennung von Celerina in Schlarigna/Celerina im Jahre 1943 und der Wechsel zu Celerina/Schlarigna bereits im Jahre 1950. In den Bündner Südtälern ist auch die Umbenennung in die italienische Form festzustellen.
Siehe auch:
- den Übersichtsartikel Gemeinden der Schweiz
- die Artikel Neu entstandene politische Gemeinden der Schweiz, Aufgehobene politische Gemeinden der Schweiz und Gemeindestandsveränderungen in der Schweiz
- den Artikel Gemeindefusionen in der Schweiz für die neueste Entwicklung geordnet nach Kantonen.
- sowie über das Ortschaftenverzeichnis der Schweiz

| Ehemaliger Name           | Kanton | Jahr | Neuer Name |
| ------------------------- | ------ | ---- | --- |
| Aarmühle                  | BE     | 1891 | Interlaken |
| Aesch bei Birmensdorf     | ZH     | 2003 | Aesch (ZH) (Mutation Nr. 60) |
| Aeugst                    | ZH     | 1976 | Aeugst am Albis |
| Affoltern                 | BE     | 1860 | Grossaffoltern |
| Agettes                   | VS     | 1965 | Les Agettes |
| Andest                    | GR     | 1943 | Andiast |
| Arni                      | BE     | 1983 | Arni (BE) |
| Arzier                    | VD     | 2014 | Arzier-Le Muids |
| Ascharina                 | GR     | 1953 | St. Antönien Ascharina |
| Beinwil bei Muri          | AG     | 1951 | Beinwil (Freiamt) |
| Bergün                    | GR     | 1943 | Bergün/Bravuogn |
| Bevers                    | GR     | 1943 | Bever |
| Biel (BE)                 | BE     | 2005 | Biel/Bienne (Mutation Nr. 76 per 1. Januar 2005) |
| Birrenlauf                | AG     | 1938 | Schinznach Bad (Schreibweise bis 2003 ohne Bindestrich) |
| Bosco                     | TI     | 1912 | Bosco Luganese |
| Bosco (Vallemaggia)       | TI     | 1934 | Bosco/Gurin (Bis 1911 Bosco, Bosco (Gurin) oder Bosco-Vallemaggia (Gurin). Vom 21. Oktober 1911 bis 23. Mai 1912 gemäss Bundesratsbeschluss Gurin, ab 24. Mai 1912 bis 1934 Bosco (Vallemaggia)) |
| Bösingen                  | FR     | 1953 | Grossbösingen (1962 wieder in Bösingen umbenannt) |
| Bougy                     | VD     | 1953 | Bougy-Villars |
| Brè                       | TI     | 1953 | Brè-Aldesago |
| Brétigny-Saint-Barthélemy | VD     | 1870 | Saint-Barthélemy |
| Brienz (GR)               | GR     | 1996 | Brienz/Brinzauls (Mutation Nr. 36) |
| Brigels                   | GR     | 1943 | Breil/Brigels |
| Buch bei Affeltrangen     | TG     | 1953 | Buch bei Märwil |
| Buch bei Uesslingen       | TG     | 1953 | Buch bei Frauenfeld |
| Busen                     | GR     | 1943 | Buseno |
| Bussigny-sur-Morges       | VD     | 1959 | Bussigny-près-Lausanne |
| Bussigny-près-Lausanne    | VD     | 2014 | Bussigny |
| Calprino                  | TI     | 1929 | Paradiso |
| Carabbietta               | TI     | 1959 | Carabietta |
| Castels                   | GR     | 1953 | St. Antönien Castels |
| Celerina                  | GR     | 1943 | Schlarigna/Celerina |
| Chapelle (VD)             | VD     | 1953 | Chapelle-sur-Moudon |
| Chapelle-près-Surpierre   | FR     | 1953 | Chapelle (Broye) |
| Chapelle-sur-Gillarens    | FR     | 1953 | Chapelle (Glâne) |
| Chêne-Paquier             | VD     | 1953 | Chêne-Pâquier |
| Cierfs                    | GR     | 1943 | Tschierv |
| Conters im Oberhalbstein  | GR     | 1943 | Cunter |
| Contra                    | TI     | 1914 | Tenero-Contra |
| Corsier (VD)              | VD     | 1953 | Corsier-sur-Vevey |
| Crans-près-Céligny        | VD     | 2021 | Crans |
| Croglio                   | TI     | 1953 | Croglio-Castelrotto |
| Cumbels                   | GR     | 1983 | Cumbel |
| Dicki                     | BE     | 1959 | Kriechenwil |
| Diessbach                 | BE     | 1870 | Oberdiessbach |
| Dippishausen              | TG     | 1953 | Dippishausen-Oftershausen (1900 untergegangener Name wurde wieder eingeführt) |
| Disentis                  | GR     | 1963 | Disentis/Mustér |
| Dorlikon                  | ZH     | 1878 | Thalheim an der Thur |
| Egelshofen                | TG     | 1874 | Kreuzlingen |
| Ems                       | GR     | 1943 | Domat/Ems |
| Feldis                    | GR     | 1943 | Feldis/Veulden |
| Fellers                   | GR     | 1969 | Falera |
| Fetan                     | GR     | 1943 | Ftan |
| Freienstein               | ZH     | 1958 | Freienstein-Teufen |
| Furth                     | GR     | 1943 | Uors |
| Granges (VD)              | VD     | 1953 | Granges-près-Marnand |
| Grossandelfingen          | ZH     | 1970 | Andelfingen |
| Grossbösingen             | FR     | 1962 | Bösingen (Rückkehr zur Form vor 1953) |
| Gündelhart                | TG     | 1953 | Gündelhart-Hörhausen |
| Hausen                    | ZH     | 1911 | Hausen am Albis |
| Hausen bei Brugg          | AG     | 2003 | Hausen (AG) (Mutation Nr. 64) |
| Hauterive                 | NE     | 2001 | Hauterive (NE) (als Folge der Fusion von Ecuvillens und Posieux zu Hauterive (FR); Mutation Nr. 50h)                                                                                             |
| Henau                     | SG     | 1964 | Uzwil |
| Hermetschwil              | AG     | 1953 | Hermetschwil-Staffeln |
| Höchstetten (Konolfingen) | BE     | 1902 | Grosshöchstetten |
| Hofstetten (SO)           | SO     | 1985 | Hofstetten-Flüh |
| Hofstetten bei Elgg       | ZH     | 2003 | Hofstetten (ZH) (Mutation Nr. 60) |
| Igels                     | GR     | 1983 | Degen |
| Illnau                    | ZH     | 1974 | Illnau-Effretikon |
| Kappel                    | ZH     | 1911 | Kappel am Albis |
| Kästris                   | GR     | 1943 | Castrisch |
| Klosters                  | GR     | 1973 | Klosters-Serneus (Serneus wurde 1872 mit Klosters fusioniert) |
| Klosters-Serneus          | GR     | 2021 | Klosters |
| Küssnacht am Rigi         | SZ     | 2004 | Küssnacht (SZ) (Mutation Nr. 66) |
| La Chaux (VD)             | VD     | 1953 | La Chaux (Cossonay) |
| La Punt-Chamues-ch        | GR     | 2020 | La Punt Chamues-ch |
| La Scheulte               | BE     | 1914 | Schelten |
| Landeron-Combes           | NE     | 1966 | Le Landeron (Combes war 1875 mit Le Landeron fusioniert worden, Rückkehr zu altem Namen) |
| Lauperswil Viertel        | BE     | 1867 | Trubschachen |
| Le Châtelard-Montreux     | VD     | 1953 | Montreux-Châtelard (1962 mit Montreux-Planches zu Montreux fusioniert) |
| Lenz                      | GR     | 1943 | Lantsch/Lenz |
| Les Planches              | VD     | 1953 | Montreux-Planches |
| Lussy (VD)                | VD     | 1953 | Lussy-sur-Morges |
| Luvis                     | GR     | 1943 | Luven |
| Madulein                  | GR     | 1943 | Madulain |
| Mage                      | VS     | 1902 | Mase |
| Mannens                   | FR     | 1953 | Mannens-Grandsivaz |
| Marmels                   | GR     | 1902 | Marmorera |
| Medels im Oberland        | GR     | 1943 | Medel (Lucmagn) |
| Meienberg                 | AG     | 1941 | Sins |
| Mettemberg                | JU     | 1984 | Mettembert |
| Metzerlen                 | SO     | 2004 | Metzerlen-Mariastein (Mutation Nr. 67) |
| Mons                      | GR     | 1943 | Mon |
| Möriken                   | AG     | 1951 | Möriken-Wildegg |
| Mötschwil-Schleumen       | BE     | 1911 | Mötschwil |
| Mühlen                    | GR     | 1943 | Mulegns |
| Münster (GR)              | GR     | 1943 | Müstair |
| Münster (LU)              | LU     | 1934 | Beromünster |
| Neuhausen                 | SH     | 1938 | Neuhausen am Rheinfall |
| Neukirch bei Ilanz        | GR     | 1943 | Surcuolm |
| Neuveville                | BE     | 1948 | La Neuveville |
| Neyruz (VD)               | VD     | 1953 | Neyruz-sur-Moudon |
| Niedergerlafingen         | SO     | 1939 | Gerlafingen |
| Niederhallwil             | AG     | 1951 | Hallwil |
| Niederwil (Zofingen)      | AG     | 1890 | Rothrist |
| Niederzeihen              | AG     | 1853 | Zeihen |
| Obercastels               | GR     | 1943 | Surcasti |
| Oberendingen              | AG     | 1945 | Endingen |
| Obermuhleren-Zimmerwald   | BE     | 1902 | Zimmerwald |
| Oberried (See)            | FR     | 1902 | Ried (1911 in Ried bei Kerzers umbenannt) |
| Obervaz                   | GR     | 1943 | Vaz/Obervaz |
| Oberwil (AG)              | AG     | 1984 | Oberwil-Lieli |
| Oftershausen              | TG     | 1900 | Dippishausen (1953 zu Dippishausen-Oftershausen umbenannt) |
| Panix                     | GR     | 1943 | Pigniu/Panix |
| Pignieu                   | GR     | 1953 | Pignia |
| Pigniu/Panix              | GR     | 1984 | Pigniu |
| Ponte-Campovasto          | GR     | 1943 | La Punt-Chamues-ch |
| Präsanz                   | GR     | 1943 | Parsonz |
| Prato (Leventina)         | TI     | 1902 | Prato-Fiesso |
| Prato-Fiesso              | TI     | 1939 | Prato (Leventina) |
| Pregny                    | GE     | 1952 | Pregny-Chambésy |
| Ragaz                     | SG     | 1937 | Bad Ragaz |
| Reams                     | GR     | 1943 | Riom |
| Reichenbach bei Frutigen  | BE     | 1957 | Reichenbach im Kandertal |
| Remüs                     | GR     | 1943 | Ramosch |
| Ried                      | FR     | 1911 | Ried bei Kerzers (Ehem. Ortsname bestand seit 1902; Umbenennung von Oberried (See)) |
| Ried bei Brig             | VS     | 1994 | Ried-Brig (Mutation Nr. 20) |
| Ried bei Mörel            | VS     | 1994 | Ried-Mörel (Mutation Nr. 20) |
| Roffna                    | GR     | 1943 | Rona |
| Rudolfstetten             | AG     | 1953 | Rudolfstetten-Friedlisberg |
| Rüdtligen                 | BE     | 1926 | Rüdtligen-Alchenflüh |
| Rüthi (Rheintal)          | SG     | 1994 | Rüthi (Mutation Nr. 23) |
| Ruis                      | GR     | 1943 | Rueun |
| Rüti im Prättigau         | GR     | 1953 | St. Antönien Rüti |
| Saas Almagell             | VS     | 2007 | Saas-Almagell (Mutation Nr. 2726) |
| Saas Balen                | VS     | 2007 | Saas-Balen (Mutation Nr. 2727) |
| Saas Fee                  | VS     | 2007 | Saas-Fee (Mutation Nr. 2728) |
| Saas Grund                | VS     | 2007 | Saas-Grund (Mutation Nr. 2729) |
| Sagens                    | GR     | 1943 | Sagogn |
| Salux                     | GR     | 1943 | Salouf |
| Samaden                   | GR     | 1943 | Samedan |
| Santa Maria im Münstertal | GR     | 1995 | Santa Maria Val Müstair (Mutation Nr. 27) |
| Scanfs                    | GR     | 1943 | S-chanf |
| Schinznach                | AG     | 1938 | Schinznach Dorf (Schreibweise bis 2003 ohne Bindestrich) |
| Schinznach Bad            | AG     | 2003 | Schinznach-Bad (Mutation Nr. 64) |
| Schinznach Dorf           | AG     | 2003 | Schinznach-Dorf (Mutation Nr. 64) |
| Schlarigna/Celerina       | GR     | 1950 | Celerina/Schlarigna |
| Schleins                  | GR     | 1943 | Tschlin |
| Schleuis                  | GR     | 1983 | Schluein |
| Schrickschrot             | FR     | 1860 | St. Antoni |
| Schuls                    | GR     | 1943 | Scuol/Schuls (1970 in Scuol umbenannt) |
| Schwanden                 | BE     | 1911 | Schwanden bei Brienz |
| Schweiningen              | GR     | 1890 | Savognin |
| Scuol/Schuls              | GR     | 1970 | Scuol (1943–1970 Scuol/Schuls) |
| Seewis im Oberland        | GR     | 1943 | Sevgein |
| Seth                      | GR     | 1943 | Siat |
| Sils im Engadin           | GR     | 1943 | Sils im Engadin/Segl |
| Somvix                    | GR     | 1986 | Sumvitg (Mutation Nr. 1) |
| Stalla                    | GR     | 1902 | Bivio |
| Stein (SG)                | SG     | 1951 | Stein (Toggenburg) |
| Stein (Toggenburg)        | SG     | 1994 | Stein (SG) (Mutation Nr. 23) |
| Studen                    | BE     | 2007 | Studen (BE) (Mutation Nr. 2721) |
| Stürvis                   | GR     | 1943 | Stierva |
| Süs                       | GR     | 1943 | Susch |
| Tavetsch                  | GR     | 1976 | Tujetsch |
| Thurnen                   | BE     | 1860 | Kirchenthurnen |
| Tinizun                   | GR     | 1944 | Tinizong |
| Tinzen                    | GR     | 1943 | Tinizun |
| Tomils                    | GR     | 1943 | Tumegl/Tomils |
| Trins                     | GR     | 1943 | Trin |
| Truns                     | GR     | 1943 | Trun |
| Uetikon                   | ZH     | 1977 | Uetikon am See |
| Unterembrach              | ZH     | 1931 | Embrach |
| Unterhallau               | SH     | 1934 | Hallau |
| Urtenen                   | BE     | 2003 | Urtenen-Schönbühl (Mutation Nr. 59) |
| Valcava                   | GR     | 1943 | Valchava |
| Vaumarcus-Vernéaz         | NE     | 1966 | Vaumarcus (Rückkehr zum 1875 bei der Fusion mit Vernéaz untergegangenen alten Namen) |
| Vigens                    | GR     | 1983 | Vignogn |
| Villa (GR)                | GR     | 1987 | Vella (Mutation Nr. 2) |
| Vilters                   | SG     | 1996 | Vilters-Wangs (Mutation Nr. 35) |
| Vully-le-Bas              | FR     | 1977 | Bas-Vully |
| Vully-le-Haut             | FR     | 1977 | Haut-Vully |
| Wallenstadt               | SG     | 1952 | Walenstadt |
| Waltensburg               | GR     | 1943 | Waltensburg/Vuorz |
| Wangen (ZH)               | ZH     | 1976 | Wangen-Brüttisellen |
| Wettswil                  | ZH     | 1976 | Wettswil am Albis |
| Wil (BE)                  | BE     | 1902 | Schlosswil |
| Wolhusen Wiggern          | LU     | 1857 | Wolhusen |
| Wünnewil                  | FR     | 1974 | Wünnewil-Flamatt |
| Wyssachengraben           | BE     | 1908 | Wyssachen |
| Yverdon                   | VD     | 1982 | Yverdon-les-Bains |
| Zurzach                   | AG     | 2006 | Bad Zurzach |